# 운동회

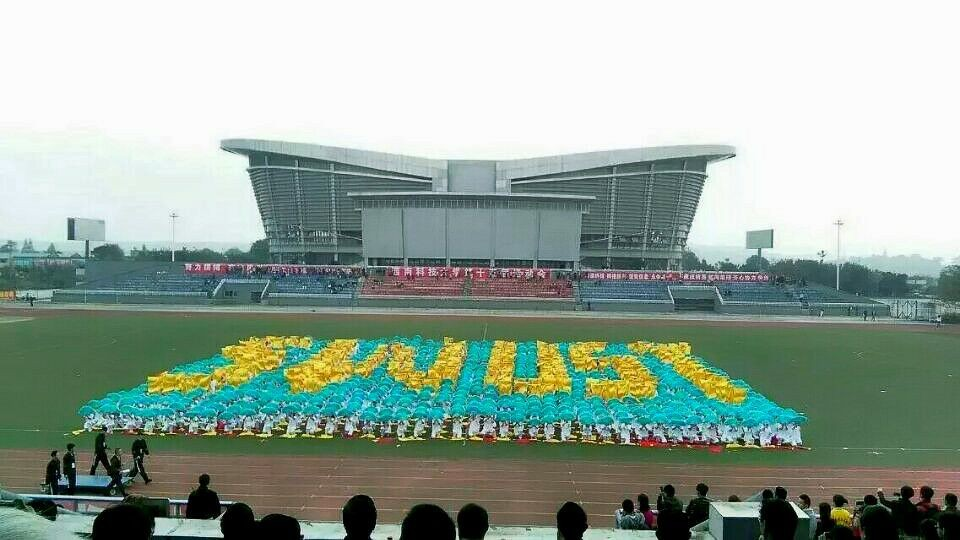
사우스웨스트 과학기술대학교 스포츠 데이 개막식

운동회(運動會) 또는 체육 대회(體育大會)는 사람들이 모여 스포츠를 중심으로 한 경기나 놀이를 하는 것을 말한다.
학교에서는 학생들의 건강 유지 및 발달, 협동심과 연대 의식 고취 등을 위한 행사 활동으로서 운동회를 개최한다. 다만, 일부 벽지학교의 경우, 동네 축제로 규모가 커진다. 여러 반을 청팀과 백팀 따위의 두 편으로 갈라 진행하는 경우가 많고, 학부모나 지역 사회 단체 등이 참여하기도 한다.

## 참고 문헌
1. ↑  
표준국어대사전 “'운동회'”. “'체육 대회'”. 국립국어원. 2010년 11월 21일에 확인함.
2. ↑  
교육부 (1998년 8월 10일). 《특별 활동 교육 과정》. 대한 교과서. ISBN 978-89-378-0589-9.
3. ↑  “주말 운동회 엄마·아빠가 더 좋아해요”. 한겨레신문사. 2010년 6월 6일. 2010년 11월 21일에 확인함.
4. ↑  “'오천초교로 유학 오세요' 희망의 가을운동회”. 한국일보. 2010년 11월 8일. 2010년 11월 21일에 확인함.[깨진 링크(과거 내용 찾기)]

## 같이 보기
- 소풍
- 체육